# Miločaj
Miločaj (en serbe cyrillique : Милочај) est une localité de Serbie située sur le territoire de la ville de Kraljevo, district de Raška. Au recensement de 2011, elle comptait 1 008 habitants.
Miločaj est officiellement classé parmi les villages de Serbie.

## Démographie

### Évolution historique de la population
| 1948  | 1953  | 1961  | 1971  | 1981  | 1991  | 2002  | 2011  |
| ----- | ----- | ----- | ----- | ----- | ----- | ----- | ----- |
| 1 298 | 1 333 | 1 228 | 1 191 | 1 147 | 1 124 | 1 085 | 1 008 |

|  |

## Personnalité
La chanteuse Lepa Lukić est née à Miločaj en 1940.